# Problema de l'infern
El problema de l'infern sorgeix quan en la teologia cristiana s'afirma al mateix temps que Déu és tot bé i amor i alhora que existeix un Infern. Si l'Infern és la condemnació de l'ànima per les males accions a la Terra i suposa un càstig etern i cruel, com és que un Déu bo el pot permetre?. Per tant, relaciona l'omnibenevolència divina proclamada per la religió amb alguns dogmes sobre l'altre món, essent el paral·lel transcendent del problema del mal, que s'aplica al món finit dels éssers humans. Un Déu bo ha de tenir misericòrdia i, per tant, hauria d'atorgar el perdó final a tothom, però un Déu bo ha de ser també just i en conseqüència cadascú anar al Cel o l'Infern segons els actes comesos, fet que complica la paradoxa.